# Bulk (Film)
Bulk ist ein romantischer Actionfilm von Ben Wheatley. Der Science-Fiction-Film mit Alexandra Maria Lara, Mark Monero, Noah Taylor und Sam Riley soll Mitte August 2025 beim Edinburgh International Film Festival seine Premiere feiern.

## Handlung
Als ein übereifriger Wissenschaftler seine Experimente mit der Stringtheorie übertreibt, explodiert seine Membran. Corey Harlan wird losgeschickt, um das Herz der Membran und ihren Schöpfer Anton Chambers zu finden. Seine Suche beginnt in einem gewöhnlichen Stadthaus, das vom / von der rätselhaften und multidimensionalen Aclima bewohnt wird. Jede Tür in diesem Haus eröffnet Anton einen Zugang zu anderen Welten.

## Produktion

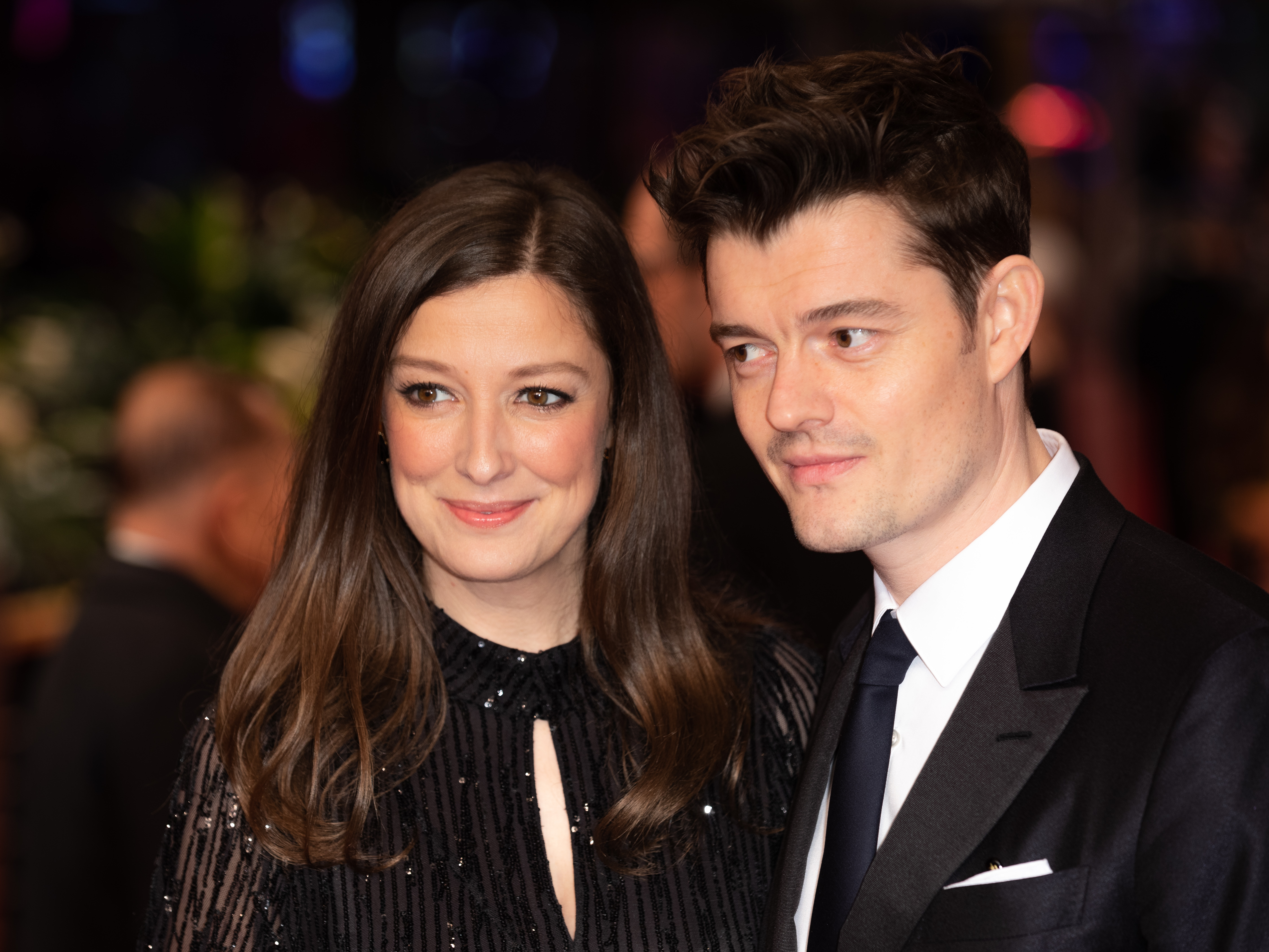
Alexandra Maria Lara und ihr Ehemann Sam Riley spielten bereits in Ben Wheatleys Filmdrama Happy New Year, Colin Burstead.

Regie führte Ben Wheatley, der auch das Drehbuch schrieb und den Filmschnitt übernahm.
Zwei Hauptrollen wurden mit Alexandra Maria Lara und ihrem Ehemann Sam Riley besetzt. Die deutsch-rumänische Schauspielerin und der Brite waren bereits in Wheatleys Filmdrama Happy New Year, Colin Burstead. in Nebenrollen zu sehen. In seinem Film Free Fire spielte Riley in einer Hauptrolle einen Gangster. Weitere Hauptrollen übernahmen der britische  Schauspieler und Musiker Mark Monero und der Australier Noah Taylor. Auch Monero spielte bereits in Wheatleys Free Fire und zudem in In the Earth, Taylor nur in Free Fire.
Auch mit Kameramann Nick Gillespie arbeitete Wheatley bereits für In the Earth zusammen.
Die Filmmusik komponierte Dave Welder.
Die Weltpremiere des Films ist am 14. August 2025 beim Edinburgh International Film Festival geplant. Dort wird er als Eröffnungsfilm der Midnight-Madness-Reihe gezeigt. Im September 2025 sind Vorstellungen beim Fantastic Fest geplant.